# Tournoi britannique de rugby à XV 1887
Navigation
Tournoi 1886 Tournoi 1888
Le cinquième tournoi britannique de rugby à XV 1887 (8- 12) n'est que le second joué en entier après celui de 1884. Il est remporté par l'Écosse dont c'est la première victoire non partagée.

## Classement
| Rang | Nations        | J | V | N | D | PM | PE | Δ  | Pts |
| ---- | -------------- | - | - | - | - | -- | -- | -- | --- |
| 1    | Écosse (T)     | 3 | 2 | 1 | 0 | 6  | 0  | +6 | 5   |
| 2    | Pays de Galles | 3 | 1 | 1 | 1 | 1  | 4  | -3 | 3   |
| 3    | Irlande        | 3 | 1 | 0 | 2 | 2  | 3  | -1 | 2   |
| 3    | Angleterre (T) | 3 | 0 | 2 | 1 | 0  | 2  | -2 | 2   |

- Légende :

J matches joués, V victoires, N matches nuls, D défaites

PM points marqués, PE points encaissés, Δ différence de points PP - PC

Pts points de classement (barème : 2 points pour une victoire, 1 point en cas de match nul, rien pour une défaite)

T Tenantes conjointes du titre 1886.
- Meilleures attaque et défense (donc différence de points) pour l'Écosse.

## Les résultats
Le 26 février, l'Écossais George Campbell Lindsay marque cinq essais contre les Gallois, ce qui constitue un record qui tient encore au début du XXIe siècle ! Dans cette rencontre, des douze essais marqués par son équipe, quatre sont transformés, soit les 4 points de la victoire.
- Nota : l'essai e vaut 0 point, la transformation t, 1 point, le but b, 1 point et le drop-goal d vaut 1 point également.

Tous les matches ont lieu un samedi :
| 8 janvier 1887 0près de Stradey Park, Llanelli         | Pays de Galles | 0(0e) 0 - 0 (0e)       | Angleterre     |
| 5 février 1887 0Lansdowne Road, Dublin                 | Irlande        | (2e,2t) 2 - 0 (0e)0    | Angleterre     |
| 19 février 1887 0Ormeau Road, Belfast                  | Irlande        | 0(0e) 0 - 2 (3e,1t,1b) | Écosse         |
| 26 février 1887 0Raeburn Place, Édimbourg              | Écosse         | (12e,4t) 4 - 0 (0e)0   | Pays de Galles |
| 5 mars 1887 0Whalley Range, Manchester                 | Angleterre     | (1e) 0 - 0 (1e)        | Écosse         |
| 12 mars 1887 0Parc Birkenhead, Birkenhead (Angleterre) | Pays de Galles | (1e,1d) 1 - 0 (3e)0    | Irlande        |

## Les matches

### Pays de galles - Angleterre
| 8 janvier 1887 | Pays de Galles Capitaine : Newman | 0 - 0 | Angleterre Capitaine : A Rotherham | Stradey Park, Llanelli 8 000 spectateurs Arbitre : G Rowland Hill |
| 8 janvier 1887 |                                   |       |                                    | Stradey Park, Llanelli 8 000 spectateurs Arbitre : G Rowland Hill |
| 8 janvier 1887 |                                   |       |                                    | Stradey Park, Llanelli 8 000 spectateurs Arbitre : G Rowland Hill |

### Irlande - Angleterre
| 5 février 1887 | Irlande Capitaine : R Warren                                        | 2 - 0 | Angleterre Capitaine : A Rotherham | Lansdowne Road, Dublin 5 000 spectateurs Arbitre : W Phillips |
| 5 février 1887 | Essai(s) : 2 R Montgomery, C Tillie Transformation(s) : 2/2 Rambaut |       |                                    | Lansdowne Road, Dublin 5 000 spectateurs Arbitre : W Phillips |
| 5 février 1887 |                                                                     |       |                                    | Lansdowne Road, Dublin 5 000 spectateurs Arbitre : W Phillips |

### Irlande - Écosse
| 19 février 1887 | Irlande Capitaine : R Warren | 0 - 2                                                                     | Écosse Capitaine : C Reid | Ormeau Road, Belfast Arbitre : G Rowland Hill |
| 19 février 1887 |                              | Essai(s) : 3 Maclagan, W McEwan, D Morton Transformation(s) : 1/3 C Berry |                           | Ormeau Road, Belfast Arbitre : G Rowland Hill |
| 19 février 1887 |                              |                                                                           |                           | Ormeau Road, Belfast Arbitre : G Rowland Hill |

### Écosse - pays de Galles
| 26 février 1887 | Écosse Capitaine : C Reid | 2 - 0 | Pays de Galles Capitaine : B Gould | Raeburn Place, Édimbourg Arbitre : F Currey |
| 26 février 1887 | Essai(s) : 12 Lindsay (5), W McEwan, Maclagan R MacMillan, D Morton, C Orr C Reid, P Wauchope Transformation(s) : 4/12 C Berry (2), A Woodrow (2) |       |                                    | Raeburn Place, Édimbourg Arbitre : F Currey |
| 26 février 1887 | |       |                                    | Raeburn Place, Édimbourg Arbitre : F Currey |

### Angleterre - Écosse
| 5 mars 1887 | Angleterre Capitaine : A Rotherham | 0 - 0 | Écosse Capitaine : C Reid | Whalley Range, Manchester 9 000 spectateurs Arbitre : T Lyle |
| 5 mars 1887 | Essai(s) : G Jeffery               |       | Essai(s) : D Morton       | Whalley Range, Manchester 9 000 spectateurs Arbitre : T Lyle |
| 5 mars 1887 |                                    |       |                           | Whalley Range, Manchester 9 000 spectateurs Arbitre : T Lyle |

### Pays de Galles - Irlande
| 12 mars 1887 | Pays de Galles Capitaine : Clapp     | 1 - 0 | Irlande Capitaine : R Warren | Parc Birkenhead, Birkenhead, Angleterre 5 000 spectateurs Arbitre : J Gardner |
| 12 mars 1887 | Essai(s) : D Morgans Drop(s) : Gould |       | Essai(s) : 3 R Montgomery    | Parc Birkenhead, Birkenhead, Angleterre 5 000 spectateurs Arbitre : J Gardner |
| 12 mars 1887 |                                      |       |                              | Parc Birkenhead, Birkenhead, Angleterre 5 000 spectateurs Arbitre : J Gardner |